# Ambasciatori di Colonia presso la dieta del Sacro Romano Impero

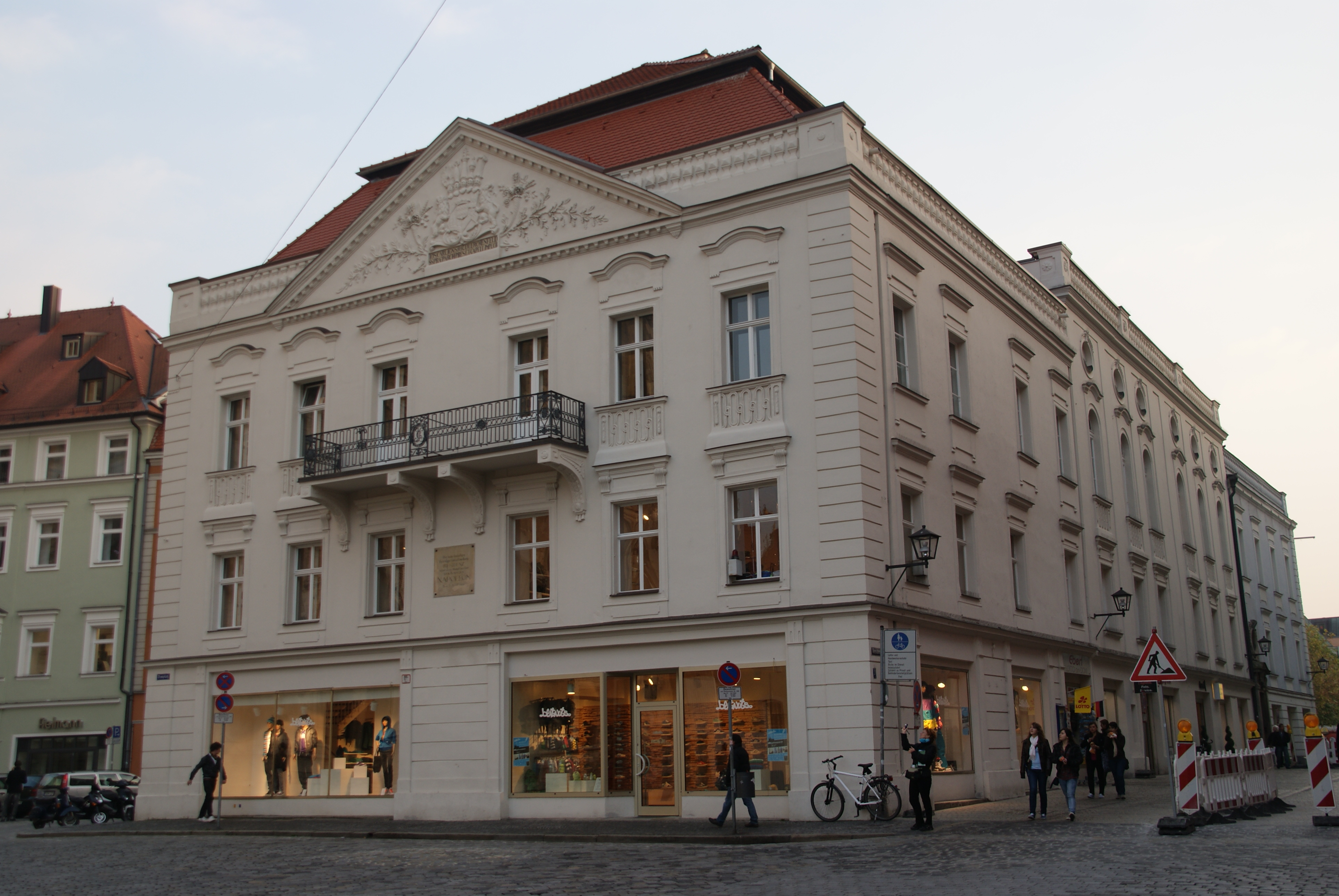
La sede dell'ambasciata di Colonia presso il Sacro Romano Impero a Ratisbona, Domplatz n.6

L'ambasciatore di Colonia presso la dieta del Sacro Romano Impero era il primo rappresentante diplomatico del principato arcivescovile di Colonia presso la dieta del Sacro Romano Impero.
Le relazioni diplomatiche iniziarono ufficialmente nel 1663 e terminarono con la dissoluzione del Sacro Romano Impero nel 1806.

## Principato arcivescovile di Colonia
- 14 gennaio - 10 luglio 1663: Franz Egon von Fürstenberg-Heiligenberg e Wilhelm Egon von Fürstenberg
- 1663-?: Johann Gottfried von Hörde
- ?-1668: Johann Christoph Altenhofen
- 1668-1670: Johann Franz Hettinger
- 1670: Johann Christoph Manzel
- 1670-1672: Petrus Holzemius
- 1672-1688: Friedrich Wilhelm von Bronckhorst
- 1688-1689: Ferdinand Maria Franz von Neuhaus
- 1689-1698: Benedikt von Gallenstein
- 1698-1717: Johann Ludwig Umgelter von Tiesenhausen
- 1717-1724: Johann Wolfgang von Neuhaus
- 1724-1732: Friedrich Christian von Plettenberg
- 1732-1733: Ignaz Anton von Otten
- 1733-1743: Johann Bernhard von Franken
- 1743-1761: Friedrich Karl Karg von Bebenburg
- 1761-1774: vacante
- 1774-1797: Maximilian Joseph Karg von Bebenburg
- 1797-1806: Philipp Franz von Leykam

1806:Chiusura dell'ambasciata